# Белішув
Белішув (пол. Bieliszów, нім. Neu Heidau) — село в Польщі, у гміні Ємельно Ґуровського повіту Нижньосілезького воєводства.
Населення — 53 особи (2011).
У 1975-1998 роках село належало до Лешненського воєводства.

## Демографія
Демографічна структура станом на 31 березня 2011 року:
|          | Загалом | Допрацездатний вік | Працездатний вік | Постпрацездатний вік |
| -------- | ------- | ------------------ | ---------------- | -------------------- |
| Чоловіки | 27      | 3                  | 22               | 2                    |
| Жінки    | 26      | 2                  | 17               | 7                    |
| Разом    | 53      | 5                  | 39               | 9                    |